# Castelluccio dei Sauri
Castelluccio dei Sauri község (comune) Olaszország Puglia régiójában, Foggia megyében.

## Fekvése
A Tavoliere delle Puglie egyik települése Foggiától délnyugatra.

## Története
Egy település (oppidum) létezéséről ezen a vidéken már Horatius is említést tett. Első írásos említése azonban csak 1118-ból származik, amikor II. Róbert, Loretello grófjának birtoka volt. Önálló községgé a 19. század második felében vált.

## Népessége
A lakosság számának alakulása:
| Lakosok száma | 2105 | 2102 | 2024 |
|               | 2017 | 2018 | 2023 |

## Főbb látnivalói
- SS. Salvatore-templom
- San Gerardo-kápolna
- Madonna delle Grazie-templom